# غدب ثنائي الأسنان
غدب ثنائي الأسنان (باللاتينية: Scrophularia diplodonta ) هو نوع نباتي يتبع جنس الغدب من الفصيلة الغدبية.